# Monblanc
Monblanc település Franciaországban, Gers megyében. Lakosainak száma 391 fő (2022. január 1.). Monblanc Nizas, Pébées, Saint-Loube, Samatan, Sauvimont és Savignac-Mona községekkel határos.

## Népesség
A település népességének változása:
| Lakosok száma | 288  | 276  | 251  | 344  | 358  | 352  | 351  | 370  | 379  | 391  |
|               | 1968 | 1982 | 1990 | 2006 | 2013 | 2015 | 2017 | 2019 | 2020 | 2022 |